# Краснопёрый темнобровый луциан
Краснопёрый темнобровый луциан, или алый луциан (лат. Lutjanus sanguineus), — вид лучепёрых рыб из семейства луциановых. Морские придонные рыбы. Распространены в западной части Индийского океана. Максимальная длина тела 100 см. Имеют промысловое значение.

## Описание
Тело относительно высокое, высота тела укладывается 2,3—2,5 раза в стандартную длину тела;  несколько сжатое с боков, покрыто мелкой ктеноидной чешуёй. Основания мягких частей спинного и анального плавников покрыты чешуёй. Длина головы укладывается 2,3—2,8 раза в стандартную длину тела. Верхний профиль головы с выпуклым лбом. Рыло круто наклонённая вниз. Предглазнгичная кость широкая, её ширина превышает диаметр глаза; у взрослых особей за и под глазом с горизонтальными бороздками. Передние и задние ноздри широко расставлены, расстояние между ними значительно превышает длину задней ноздри. Зубы на сошнике в виде полулунного пятна без медиального заднего выроста. Язык гладкий, без зубов. На нижней части первой жаберной дуги 13—14 жаберных тычинок (включая рудиментарные). Всего на первой жаберной дуге 19—21 жаберных тычинок. Между основанием спинного плавника и боковой линией 7—9 рядов чешуй; чешуйки над боковой линией расположены косыми рядами. В боковой линии 49—51 чешуя.
Спинной плавник сплошной с 10—11 жёсткими и 12—14 мягкими лучами. В анальном плавнике 3 колючих и 8 мягких лучей. Задние части спинного и анального плавников заострённой формы. В грудных плавниках 16—17 мягких лучей. Хвостовой плавник усечённый или немного выемчатый.
Тело красно-оранжевое с серебристым оттенком. Иногда видна буроватая полоса, проходящая от челюсти до начала спинного плавника. У молодых особей от основания спинного плавника через глаз до верхней челюсти проходит широкая коричневая полоса, а также есть ряд мелких горизонтальных красноватых линий по бокам тела. В верхней части хвостового стебля имеется большое чёрное пятно, а перед ним — жемчужно-белое пятно. Брюхо серебристое. Плавники красноватые.
Максимальная длина тела 100 см, обычно до 70 см; максимальная маса тела 23 кг.

## Биология
Морские придонные рыбы. Обитают над коралловыми и скалистыми рифами на глубине от 9 до 100 м. У западного побережья Индостана встречаются на участках с илистым дном. Молодь обычно встречается над коралловыми грунтами и в мангровых зарослях.

### Питание
Активны ночью. Питаются преимущественно рыбами, но в состав рациона входят также креветки, крабы, сальпы, крылоногие и медузы.

### Размножение
Самцы впервые созревают при длине тела 48 см, а самки — 50 см. Половая зрелость наступает в возрасте 3—4 года. У берегов восточной Африки нерестятся весной и летом с пиком активности в октябре.

## Ареал
Распространены в западной части Индийского океана от Красного моря до провинции Квазулу-Натал, встречаются в Аравийском море, Персидском заливе, вдоль западного побережья Индостана, у берегов Мадагаскара, Канарских и Сейшельских островов.

## Взаимодействие с человеком
Ценная промысловая рыбы. В районах со скалистым дном и около рифов промысел ведётся с помощью крючковых орудий лова и жаберными сетями, а на участках с относительно ровным дном — донными тралами. Реализуется в свежем, охлаждённом и мороженом виде. Мясо высокого качества.